# Astragaline
L'astragaline est un composé organique de la famille des flavonols, un sous-groupe de flavonoïdes. C'est plus précisément un hétéroside de flavonol, le 3-O-glucoside du kaempférol. C'est l'un des composés phénoliques présent dans le vin. Elle est aussi présente dans le raisin d'Amérique (Phytolacca americana), ou dans l'extrait méthanolique de fronde de la fougère Phegopteris connectilis.